# Пежо тип 3
Пежо тип 3  (фр. Peugeot Type 3) је први француски аутомобил који је серијски произведен и први са мотором са унутрашњим сагоревањем. У периоду од 1891. до 1894 год. у Пежоовој фабрици у Валентину произведено је 64 јединица.
Најранији Пежоови модели из 1889. године били су на парни погон трицикли, изграђени у сарадњи са Леоном Серполеом. У 1890 год., Пежо се састао са иноваторима ауто технологије, Готлибом Дајмлером и Емилом Левасором и били су уверени да ће поуздани и практични аутомобили морати да буду погоњени бензином и имати четири точка. Пежо тип 2 је био први такав модел. Пежо је наставио са парним технологијом под именом Гарднер-Серполе, са својим једнократним партнером, Серполеом све до његове смрти 1907. године.
Мотор је био немачког констуктора Даијмлера је по лиценци за произведен у Француској, а затим продат Пежоу. То је био В-мотор, запремине 565 cm³ и снаге 2 кс, што је било довољно за максималну брзину од приближно 18 километара на сат.
Арманд Пежо је одлучио да покаже квалитет типа 3 тиме што га је уврстио заједно са бициклистима у бициклистичку трку Париз-Брест-Париз, чиме се добија званична потврда супериорности нове технологије. Трка је показала робусност дизајна типа 3, који је на стази дужине 1.471 километара без већих кварова, поставио рекорд најдуже вожње аутомобила на бензински погон што је три пута даље него претходни рекорд постављен од Леона Серполеа од Париза до Лиона.
Касније је Пежо продаовао купцима тип 3, који на трци Париз-Бордо-Париз, освојио друго место са просечном брзином од 21,7 километара на сат.
Са међуосовинским растојањем од 163 цм и размаком точкова од 115 цм, дужином возила 250 цм, ширином возила 135 и висином возила 150 цм. било је места за четири особе.

## Галерија
- Пежо тип 3 на трци Париз-Брест-Париз 1891 год.
- Пежо тип 3 из 1891. који са налази у пежовом музеју у Сошоу
- Пежо тип 3 из 1894.
- Пежо тип 3 из 1892. изложен у париском Гранд паласу